# Вангді-Пходранг
Вангді-Пходранг (дзонґ-ке དབང་འདུས་ཕོ་བྲང་) — місто та адміністративний центр дзонгхагу Вангді-Пходранг в центральному Бутані.
Чисельність населення за даними перепису населення 2005 року становила 6714 осіб, а за оцінкою 2012 року — 7507 осіб.

## Клімат
Місто знаходиться у зоні, котра характеризується океанічним кліматом субтропічних нагір'їв. Найтепліший місяць — червень із середньою температурою 24.7 °C (76.4 °F). Найхолодніший місяць — січень, із середньою температурою 10.7 °С (51.2 °F).
| Клімат Вангді-Пходранга | Клімат Вангді-Пходранга | Клімат Вангді-Пходранга | Клімат Вангді-Пходранга | Клімат Вангді-Пходранга | Клімат Вангді-Пходранга | Клімат Вангді-Пходранга | Клімат Вангді-Пходранга | Клімат Вангді-Пходранга | Клімат Вангді-Пходранга | Клімат Вангді-Пходранга | Клімат Вангді-Пходранга | Клімат Вангді-Пходранга | Клімат Вангді-Пходранга |
| Показник                | Січ.                    | Лют.                    | Бер.                    | Квіт.                   | Трав.                   | Черв.                   | Лип.                    | Серп.                   | Вер.                    | Жовт.                   | Лист.                   | Груд.                   | Рік                     |
| Середній максимум, °C   | 17                      | 19                      | 22,8                    | 26,2                    | 29,1                    | 29,2                    | 18,4                    | 29,1                    | 27,5                    | 26,1                    | 22,6                    | 19,1                    | 23,8                    |
| Середня температура, °C | 10,7                    | 13,4                    | 16,6                    | 19,6                    | 23,4                    | 24,7                    | 17,3                    | 24,6                    | 23,3                    | 20,4                    | 16,1                    | 12,7                    | 18,6                    |
| Середній мінімум, °C    | 4,3                     | 7,8                     | 10,4                    | 12,9                    | 17,7                    | 20,1                    | 16,2                    | 20                      | 19,1                    | 14,7                    | 9,6                     | 6,3                     | 13,3                    |
| ----------------------- | ----------------------- | ----------------------- | ----------------------- | ----------------------- | ----------------------- | ----------------------- | ----------------------- | ----------------------- | ----------------------- | ----------------------- | ----------------------- | ----------------------- | ----------------------- |
| Джерело: Weatherbase    |                         |                         |                         |                         |                         |                         |                         |                         |                         |                         |                         |                         |                         |

## Дзонг
Місто розташоване навколо однойменного дзонга, який знаходиться на уступі великої річки Пунакха Чху на низьких висотах (близько 1000 м), клімат теплий субтропічний, тому околиці Вангді-Пходранга використовуються для вирощування фруктів, у тому числі апельсинів. Дзонг був побудований Шабдрунгом в 1638 році, це один з найбільших і найкрасивіших дзонгів Бутану, величезний внутрішній двір якого дозволяє організовувати великі буддійські свята (цечу) і офіційні церемонії.
Поблизу міста, у горах по дорозі на перевал, знаходиться також знаменитий монастир Гангтей-гомпа, який управляється тулку (переродженцем) Пеми Лінгпа.